# Gens Consencia
La gens Consencia (en latín: Consentia) era una familia de la antigua Roma, que apareció por primera vez hacia finales del siglo IV d. C.

## Miembros
- Consencio, poeta elogiado por Sidonio Apolinar. Se casó con una hija del cónsul Joviano. Él, su hijo o su nieto pueden ser el mismo que el gramático Publio Consencio.[1]
- Consencio, hijo del poeta, alcanzó gran honor bajo Valentiniano III, por quien fue nombrado Comes Palatii y enviado a una importante misión a Teodosio II. Puede tratarse del mismo gramático Publio Consencio.[2]
- Consencio, nieto del poeta, y también elogiado por Sidonio Apolinar, se dedicó al ocio literario y al disfrute de la vida rural.[2]
- Publio Consencio, gramático latino y autor de dos tratados que aún existen. Generalmente se cree que es idéntico al poeta Consencio, su hijo o su nieto, pero no se sabe con certeza cuál.[3]